# Házi háború (televíziós sorozat)
A Házi háború (The War at Home) egy amerikai vígjátéksorozat. A sorozatot a Warner Brothers Burbank Studios készítette. 2 évad készült el eddig, összesen 44 rész. Egy rész 30 perc.
2007. május 15-én mutatták be az Egyesült Államokban.

## Adatok
- műfaj: családi komédia
- rendező: Andy Cadiff
- író: Bill Kunstler David Holden, Rob Lotterstein, Darin Henry, Jenifer Glickman, Stephen Engel

## Szereplők
- Michael Rapaport – Dave Gold
- Anita Barone – Vicky Gold
- Kyle Sullivan – Larry Gold
- Kaylee DeFer – Hillary Gold
- Dean Collins – Mike Gold
- Rami Malek – Kenny Al-Bahir

## Bevezetés
A Házi háború című sorozat eddigi részeit /2 évad, 44 rész/ 2005 és 2007 között forgatták. Egyelőre nincs új évad.

## Cselekmény
A „háború” a dolgozó szülők és tinédzser gyerekeik között zajlik kisvárosi otthonukban. A sorozat a generációs különbségekre összpontosít, iróniával ábrázolja a különböző generációk eltérő felfogását.
A Gold családnak három gyereke van. A szülők „hanyagsága” miatt a gyerekek sok mindent megtesznek. A tizenöt éves Larry kamaszkorba lépett, míg az egy évvel idősebb Hillary azt gondolja, hogy készen áll a felnőtt életre és ezt a szüleinek is be akarja bizonyítani. A legkisebb fiú a tizenhárom éves Mike hormonjai is működésbe léptek, ő egyébként imádja a videojátékokat.

## Külső hivatkozások
- Warner Brothers announces Season 1 DVD
- Interjú a sorozat írójával Bill Kunstler.
- port.hu
- www.imdb.com